# کاتلین روبینز
کاتلین هالیسی "کیت" روبینز (به انگلیسی: Kathleen Hallisey "Kate" Rubins) فضانورد اهل کشور ایالات متحده آمریکا است که در ۱۴ اکتبر ۱۹۷۸ میلادی در فارمینگتون، کنتیکت زاده شد.